# علی زینی‌وند
علی زینی‌وند (زاده ۷ شهریور ۱۳۵۱ دره‌شهر) سیاستمدار اصلاح‌طلب اهل ایران است که در دولت چهاردهم به‌عنوان معاون سیاسی وزیر کشور فعالیت می‌کند. وی معاون امور شهرداری‌های سازمان شهرداری‌ها و دهیاری‌های کشور و استاندار  کرمان همچنین معاون سیاسی اجتماعی استاندار سیستان و بلوچستان بوده‌است‌. انتصاب زینی‌وند به سمت استانداری کرمان در دولت حسن روحانی صورت گرفت و در دولت سیزدهم هم ابتدا ابقا شد؛ ولی سرانجام در یازدهم اردیبهشت ۱۴۰۱ با رأی هیئت وزیران جای خود را به محمدمهدی فداکار داد.

## مسئولیت‌ها و سوابق اجرایی
- رئیس ستاد انتخابات کشور
- معاون سیاسی وزیر کشور (۱۴۰۳-اکنون)
- استاندار کرمان (۱۳۹۹–۱۴۰۱)
- معاون امور شهرداری‌های سازمان شهرداری‌ها و دهیاری‌های کشور (۱۴۰۲–۱۴۰۱)
- معاون سیاسی و اجتماعی استانداری سیستان و بلوچستان (۱۳۹۹–۱۳۹۷)
- معاون هماهنگی امور اقتصادی و توسعه منابع استانداری یزد (۱۳۹۷–۱۳۹۶)
- فرماندار شهرستان محلات (۱۳۹۶–۱۳۹۵)
- مشاور رئیس مجلس
- مشاور وزیر کشور
- رئیس کمیته سیاست داخلی مجمع تشخیص مصلحت نظام (۱۳۹۵–۱۳۹۲)
- مدیر کل سیاسی انتظامی استانداری ایلام (۱۳۸۴–۱۳۸۱)
- مشاور در شورای عالی امنیت ملی
- عضو هیئت مدیره مؤسسه آموزشی کشتیرانی جمهوری اسلامی ایران
- دبیر کمیته روابط بین‌الملل کمیسیون مقابله با تحریمهای بین‌المللی در دبیرخانه مجمع تشخیص مصلحت نظام، سال (۱۳۹۲–۱۳۹۱)
- عضو شورای عالی اطلاع‌رسانی مجمع تشخیص مصلحت نظام